# Рюдзодзи Наганобу
Рюдзодзи Наганобу (яп. 龍造寺 長信, 19 ноября 1538 — 7 декабря 1613) — японский военачальник периодов Сэнгоку и Эдо, вассал родов Рюдзодзи и Набэсима. 

## Биография
Третий сын Рюдзодзи Тикаиэ, младший брат Рюдзодзи Таканобу.
В 1558 году Ода Масамицу отправился на фронт для подчинения Эгами Такэтанэ, но был убит Кумасиро Кацутоси, поддерживавшего Такэтанэ, в битве при Тёдзярине. Во это время Рюдзодзи Таканобу проигнорировал просьбу Масамицу о подкреплении и, убедившись в гибели Масамицу, захватил замок Хасуикэ, резиденцию рода Ода. Позже сирота Масамицу, Ода Сигэмицу, был помилован и ему было разрешено стать хозяином замка. В 1559 году Рюдзодзи Таканобу и Тиба Танэцура вынудили Сёни Фуюхису совершить сэппуку в замке Сейфукудзи, тем самым уничтожив род Сёни, но младший брат Фуюхисы, Сёни Масаоки, стремившийся возродить род, поднял восстание, которое было подавлено. В 1563 году Рюдзодзи разгромили Таку Мунэтоси, сотрудничавшего с Масаоки, и захватили замок Кадзиминэ, резиденцию рода Таку (ранние Таку), после чего Рюдзодзи Наганобу стал новым хозяином замка.
В 1568 году Наганобу передал замок Кадзиминэ Оде Сигэмицу и перенес свою ставку в бывшую резиденцию рода Ода в замке Хасуикэ. Чтобы укрепить свои отношения с Одой, он женился на младшей сестре Сигэмицу. Однако из-за возросшего давления со стороны рода Отомо из Бунго Сигэмицу перешёл на их сторону, поэтому был изгнан из замка Кадзиминэ, а Наганобу снова стал его владельцем. Также Гото Такааки попытался напасть на замок Кадзиминэ, но атака была отражена.
Наганобу стремился стабилизировать своё управление, установив дружеские отношения с традиционными религиозными силами, например, восстановил святилище Оэдзиндай-дзингу и построил храмы Сёко-дзи и Ивасёкэн-дзи.
На своей территории Рюдзодзи Наганобу занимался закупкой военных материалов и, в частности, заготовкой древесины для военных действий. Причиной этого было то, что ставка Наганобу, Таку, находилась вблизи лесов, а у него самого имелась группа мастеров, занимавшихся заготовкой и строительством из древесины, поэтому он играл ключевую роль в продвижении Таканобу в западный Хидзэн. В ходе своих военных операций Рюдзодзи смогли построить многочисленные укрепления, заложив основу своей власти в Хидзэне.
Его сын, Таку Ясутоси, стал основателем рода Го-Таку (поздние Таку). Одна из дочерей была замужем за Рюдзодзи Иэхирой (урождённый Гото Иэакира). Вторая дочь, Синко-ин, жена Набэсимы Сигэмасы.